# Scunthorpe United

Das Stadion von Scunthorpe United, der Glanford Park

Scunthorpe United (offiziell: Scunthorpe United Football Club) – auch bekannt als The Iron – ist ein englischer Fußballverein aus Scunthorpe, Grafschaft Lincolnshire und sind in der Saison 2025/26 in der National League, der fünfthöchsten englischen Spielklasse, aktiv.

## Geschichte

### Gründungsphase
Durch eine Vereinigung mehrerer lokal ansässiger Vereine und unter Federführung von Brumby Hall wurde der Klub 1899 gegründet und nahm nach einer weiteren Fusion im Jahr 1910 den Namen Scunthorpe & Lindsey United an.
Zwei Jahre später trat der Verein der Midland League bei, spielte fortan bis 1950 in dieser Amateurliga und gewann dort zwei Meisterschaften in den Jahren 1927 und 1939 sowie in der Saison 1939/40 den aufgrund des Zweiten Weltkrieges verkürzt ausgetragenen Wettbewerb.

### Eintritt in den Profifußball
Als die Football League zur Saison 1950/51 die Third Division North auf 24 Vereine aufstockte, nahm der Verband auch Scunthorpe & Lindsey in die Liga auf.
Das erste Profispiel gegen Shrewsbury Town fand im Stadion Old Showground statt, wobei die Spielstätte das erste Ligastadion war, dessen Tribüne in der sogenannten Kragträgerbauweise konstruiert wurde. Dort erreichte man in der vierten Runde des FA Cups gegen den FC Portsmouth am 30. Januar 1954 mit 23.935 Zuschauern die bis heute gültige Rekordmarke. In der Liga stieg der Verein nach zunächst wechselhaftem Erfolg im Jahr 1958 als Tabellenerster erstmals in die zweite englische Liga, die Second Division auf, änderte seinen Vereinsnamen und nahm nach dem Wegfall der Bezeichnung Lindsey den Namen Scunthorpe United an.
Die folgenden sechs Jahre bis zum Abstieg nach der Saison 1963/64 markierten die bis dato erfolgreichste Zeit des Vereins und wurden durch den vierten Platz im Jahr 1961 gekrönt. Wichtige Spieler in dieser Zeit waren unter anderem Barrie Thomas, der in der Saison 1960/61 in 24 Spielen 31 Tore erzielte sowie Rekordspieler Jack Brownsword, der seit der Zugehörigkeit zur Profiliga des Vereins 657 Spiele für seinen Klub absolvierte.

### Aufenthalt in den untersten englischen Profiligen
Der Verein bestritt ab 1964 vier Spielzeiten in der nun eingleisigen Third Division und stieg 1968 sogar in die Fourth Division, der zu dieser Zeit untersten englischen Profiliga, ab. Mit Ausnahme der einjährigen Rückkehr in die dritte Liga in der Saison 1972/73 sowie später noch in der Saison 1983/84 verblieb der Klub bis zum Jahr 1999 in der vierten Spielklasse, wobei diese nach der Einführung der Premier League im Jahr 1992 den Namen Third Division annahm.
Scunthorpe beherbergte in seiner Geschichte zwar nie einen Nationalspieler, besaß jedoch mit Ray Clemence und Kevin Keegan in dieser Zeit Nachwuchsspieler, die später in anderen Vereinen und in der englischen Nationalmannschaft zu internationalem Ruhm kamen.
Im Jahr 1988, als man knapp im Halbfinale der Play-offs zum Aufstieg in die dritte Liga scheiterte, bezog der Verein mit dem Glanford Park ein modernes, reines Fußballstadion. In den Folgejahren 1989, 1991 und 1992 verlor Scunthorpe erneut in den Ausscheidungsspielen zum Aufstieg, wobei sich vor allem die Finalniederlage im Elfmeterschießen gegen den FC Blackpool im Wembley-Stadion unglücklich gestaltete.

### Moderne Entwicklungen
Scunthorpe United entwickelte sich jedoch unter der Regentschaft des Schiffsmagnaten Steve Wharton, einem der reichsten englischen Eigentümer eines Fußballvereins, und dem neuen Trainer Brian Laws zu einem der am professionellsten geführten unterklassigen Vereine. Die nächste Aufstiegsmöglichkeit ergab sich dann im Jahr 1999, als Scunthorpe im Play-off-Finale dem Verein Leyton Orient gegenüberstand. Dieses Spiel, dem 13.000 Zuschauer aus Scunthorpe im Wembley-Stadion beiwohnten, was in etwa einem Fünftel der Einwohnerzahl der Stadt entspricht, gewann der Verein nach einem Treffer des spanischen Mittelfeldspielers Alex Calvo-Garcia mit 1:0 und stieg somit in die Second Division, die dritte Liga, auf.
Der Aufenthalt in dieser Spielklasse dauerte jedoch nur ein Jahr an und mündete im direkten Wiederabstieg. Es folgten zwei mittelmäßige Spielzeiten, und nach einer weiteren Saison mit einem knapp verpassten Aufstieg konnte der Verein im Jahr 2004 den Abstieg ins Amateurlager, in die sogenannte Conference National, nur knapp vermeiden.
Trotz geringer Erwartungen gelang dem Klub in der Saison 2004/05 überraschend die Rückkehr in die dritte Liga, nachdem als Vizemeister der direkte Aufstieg gelang. In dieser Spielzeit zeigte die Mannschaft in der dritten Runde des FA Cups gegen den FC Chelsea, den amtierenden englischen Meister, eine gute Leistung und verlor nach einer zwischenzeitlichen 1:0-Führung noch mit 1:3, wobei Chelseas Trainer José Mourinho nach dem Spiel Scunthorpe als die bessere Mannschaft bezeichnete.
Als Aufsteiger startete Scunthorpe als einer der Kandidaten auf den direkten Wiederabstieg in die Saison 2005/06. Nach Verpflichtungen, unter denen sich auch Tommy Johnson, ein ehemaliger Spieler von Celtic Glasgow, befand, begann Scunthorpe mit einer 0:2-Auswärtsniederlage gegen den FC Brentford. Der Klub erholte sich, und nach einer Reihe von guten Ergebnissen, darunter ein 4:1-Auswärtssieg gegen den Aufstiegskandidaten Huddersfield Town, führte Scunthorpe zeitweilig sogar die Tabelle an. Das junge Stürmerduo Andy Keogh und Billy Sharp, beide zu diesem Zeitpunkt noch Teenager, erlangten dadurch eine größere Bekanntheit. Anschließend rutschte der Verein in der Tabelle, vor allem nach zwei 2:5-Niederlagen gegen den FC Blackpool und den FC Barnsley etwas ab und reihte sich fortan im Mittelfeld der Liga ein. Am Ende konnte mit Platz 12 die Klasse gehalten werden.
In der Saison 2006/07 gelang dem Verein mit Trainer Nigel Adkins nach einer souveränen Saison der Aufstieg in die zweithöchste englische Spielklasse, die Football League Championship. Durch ein 2:0 über Huddersfield Town gelang der Aufstieg drei Spieltage vor Saisonschluss, doch nur ein Jahr später ging es direkt wieder eine Etage tiefer.
In der Saison 2008/2009 platzierte sich Scunthorpe United auf dem 6. Rang in der Football League One. Sie erreichten damit die Playoffs und stiegen nach Siegen gegen Leeds United und den FC Millwall wieder in die Football League Championship auf. Nach dem 24. und letzten Platz in der Saison 2010/11 stieg Scunthorpe United in die Football League One ab.
2014 gelang nochmals die Rückkehr in die League One, nach dem Abstieg in die League Two 2019 setzte aber der Niedergang des Klubs ein. 2022 stieg Scunthorpe mit nur vier Saisonsiegen in die National League ab, womit die 72 Jahre andauernde Zugehörigkeit zur Football League endete. Auch in der fünften Liga verbesserten sich die Resultate nicht, zum Jahreswechsel 2022/2023 stand der Klub auf dem letzten Tabellenplatz und die britische Steuerbehörde beantragte wegen ausstehender Zahlungen die Liquidation des Klubs.
Nach dem Abstieg aus der National League belegte Scunthorpe in der Saison 2023/24 den 2. Platz in der National League North, der sie zur Teilnahme an den Playoffs zum Aufstieg in die National League berechtigte. Dort scheiterten sie im Halbfinale am Tabellen-6. und späteren Gewinner der Playoffs, Boston United. In der darauffolgenden Saison belegte Scunthorpe erneut den 2. Platz und nahmen an den Aufstiegs-Playoffs teil. Sie gewannen das Halbfinale der Aufstiegs-Playoffs gegen Chorley FC und trafen im Finale auf den Chester FC im heimischen Glanford Park. Das Spiel wurde mit 2:1 n. V. gewonnen und berechtigt Scunthorpe ab der Saison 2025/26 wieder am Spielbetrieb Englands fünfthöchster Liga teilzunehmen.

## Sonstiges
- Aufgrund der in Scunthorpe ansässigen Stahlindustrie, dem größten Wirtschaftszweig der Stadt, wird der Verein auch The Iron (zu deutsch: die Eisernen) genannt.
- Das offizielle Maskottchen Scunny Bunny ist ein großer Hase im Trikot des Vereins mit der Nummer 99. Es wird zeitweilig von dem weiblichen Gegenstück Scunny Hunny Bunny begleitet.

## Rekordspieler
Die folgende Aufstellung zeigt jeweils die 10 Spieler mit den meisten Pflichtspieleinsätzen und -toren in der Geschichte von Scunthorpe United.
| Einsätze | Einsätze          | Einsätze             | Einsätze |
| -------- | ----------------- | -------------------- | -------- |
| 1        | Jack Brownsword   | 1947–1965            | 783      |
| 2        | Paul Longden      | 1983–1993            | 461      |
| 3        | Matt Sparrow      | 1999–2010, 2013–2015 | 437      |
| 4        | Jack Hubbard      | 1950–1960            | 390      |
| 5        | Steve Deere       | 1967–1973, 1978–1980 | 378      |
| 6        | Jack Haigh        | 1952–1960            | 360      |
| 6        | Angus Davidson    | 1969–1977            | 360      |
| 8        | Melvyn Millington | 1935–1950            | 354      |
| 9        | Frank Skull       | 1923–1930, 1934–1935 | 350      |
| 10       | Bob Oates         | 1974–1983            | 348      |

| Tore | Tore           | Tore                            | Tore |
| ---- | -------------- | ------------------------------- | ---- |
| 1    | Steve Cammack  | 1979–1981, 1982–1986            | 121  |
| 2    | Andy Flounders | 1987–1991                       | 100  |
| 3    | Barrie Thomas  | 1959–1962, 1964–1966            | 96   |
| 4    | Paul Hayes     | 2002–2005, 2007–2010, 2013–2014 | 80   |
| 5    | Gordon Brown   | 1952–1957                       | 75   |
| 6    | Steve Torpey   | 2000–2007                       | 74   |
| 7    | Tony Daws      | 1987–1993                       | 72   |
| 8    | Jack Haigh     | 1952–1960                       | 71   |
| 9    | Jack Gregory   | 1953–1957                       | 69   |
| 10   | Paddy Madden   | 2014–2018                       | 60   |

## Trainer
- Tommy Crilly (1935–1937)
- George Lax (1946)
- Bernard Harper (1946–1948)
- Leslie Jones (1950–1951)
- Bill Corkhill (1952–1956)
- Ron Suart (1956–1958)
- Tony McShane (1958–1959)
- Bill Lambton (1959)
- Frank Soo (1959–1960)
- Dick Duckworth (1960–1964)
- Freddie Goodwin (1964–1967)
- Ron Ashman (1967–1973)
- Ron Bradley (1973–1974)
- Dickie Rooks (1974–1976)
- Ron Ashman (1976–1982)
- John Duncan (1982–1983)
- Allan Clarke (1983–1984)
- Frank Barlow (1984–1987)
- Mick Buxton (1987–1991)
- Bill Green (1991–1993)
- Richard Money (1993–1994)
- Dave Moore (1994–1996)
- Mick Buxton (1996–1997)
- Brian Laws (1997–2006)
- Nigel Adkins (2006–2010)
- Ian Baraclough (2010–2011)
- Alan Knill (2011–2012)
- Brian Laws (2012–2013)
- Russ Wilcox (2013–2014)
- Mark Robins (2014–2016)
- Graham Alexander (2016–2018)
- Stuart McCall (2018–2019)
- Paul Hurst (2019–2020)
- Neil Cox (2020–2021)
- Keith Hill (2021–2022)
- Jimmy Dean (2023–2024)
- Andy Butler (seit 2024)

## Ligazugehörigkeit
- 1912–1950: Midland League
- 1950–1958: Football League Third Division
- 1958–1964: Football League Second Division
- 1964–1968: Football League Third Division
- 1968–1972: Football League Fourth Division
- 1972/73: Football League Third Division
- 1973–1983: Football League Fourth Division
- 1983/84: Football League Third Division
- 1984–1992: Football League Fourth Division
- 1992–1999: Football League Third Division
- 1999/00: Football League Second Division
- 2000–2004: Football League Third Division
- 2004/05: Football League Two
- 2005–2007: Football League One
- 2007/08: Football League Championship
- 2008/09: Football League One
- 2009–2011: Football League Championship
- 2011–2013: Football League One
- 2013–2014: Football League Two
- 2014–2019: Football League One / EFL League One
- 2019–2022: EFL League Two
- 2022/23: National League
- 2023–2025: National League North
- seit 2025: National League